# イワン・プロホロフ (外交官)
イワン・ウラジーミロヴィチ・プロホロフ（ロシア語: Иван Владимирович Прохоров、英語: Ivan Vladimirovich Prokhorov、1955年6月21日 - ）は、ソビエト連邦およびロシア連邦の元外交官。モスクワ出身。三次にわたる日本での在外勤務などを経て、2005年から2011年にかけて在大阪総領事を務めた。2012年の退官後は、日本に舞い戻って国際交流PSH会長として関西を拠点に国際交流活動に取り組んでいる。母国語のロシア語に加えて、日本語と英語に堪能。

## 経歴
1977年、ソビエト連邦外務省付属モスクワ国際関係大学を卒業。
1977年に外務省へ入省してからモスクワの本省と世界各地の在外公館で様々な外交職を務めたが、特に日本との関わりが深く、1977年から1981年にかけて、1984年から1988年にかけて、および1992年から1996年にかけて日本で三度の在外勤務をした。
1999年から2003年にかけて、在ラオス大使館公使参事官。ヴィエンチャン在勤中の2002年2月、二等特命全権公使の階級を授与された。
2003年から2005年にかけて、本省事務総局首席顧問。
2005年から2011年にかけて、在大阪総領事。在大阪総領事在任中の2009年9月13日、ヴォルゴグラード（ボルゴグラード、旧スターリングラード）の姉妹都市である広島市南区の広島市留学生会館で開催されたイベント「ボルゴグラードの日」に参加して、総領事として挨拶しただけでなく会場でギターの弾き語りを披露した。また、2010年7月17日には、広島市中区の原爆資料館東館で開催された「広島ジュニアグローバルサミット」に登壇して、自身の祖父が大祖国戦争（第二次世界大戦）で戦死したことを挙げた上で、「戦争は残酷。核兵器だけでなく通常兵器も減らし廃棄しなければ」と訴えた。
2012年に退官して、ソビエト連邦時代から35年にわたる外交官としてのキャリアに終止符を打った。
退官後、大阪府枚方市を拠点に国際交流活動に従事する国際交流PSH代表の日本人女性と結婚。その後は妻のプロホロフ加代子代表と共に国際交流PSH会長として国際交流活動に取り組んでいる。
2015年11月16日、広島市中区の広島国際会議場で国際交流PSH主催の「2015・ヒロシマ・グローバルサミット」が開催された。このイベントは、在広島大韓民国総領事、在大阪ロシア連邦総領事、在大阪モンゴル国総領事、在大阪ベトナム総領事、在大阪インドネシア共和国総領事の5名の総領事に加えて核兵器廃絶を目指すヒロシマの会共同代表の森瀧春子が基調講演を行った後、広島の大学生や留学生と意見を交わして核兵器廃絶や平和構築について理解を深めることを狙いとしたものである。
2022年のロシアのウクライナ侵攻については、2022年3月に日本放送協会（NHK）から受けたインタビューで「人間の生命より貴重なことはなく、戦争は最も悪いことだ。なるべく早くこの特別な軍事作戦が終わってほしい」と述べる一方で、「ウクライナはロシアの懐で、NATOの東側への拡大はロシアに対する明らかな脅威だ」とロシア連邦政府の立場も擁護し、ロシア連邦軍のウクライナからの無条件での即時撤退は求めなかった。